# Guillermo González Calderoni
Guillermo González Calderoni  (Reynosa, Tamaulipas, 1949 – McAllen, Texas, 5 de febrero de 2003) fue el comandante de la Policía Judicial de México e importante servidor del procurador general de México, quien acusó a Raúl Salinas de Gortari, hermano de Carlos Salinas de Gortari, de estar involucrado en el tráfico de estupefacientes. Fue asimismo acusado de varios actos de corrupción.

## Biografía
Calderoni nació en Reynosa, Tamaulipas, en el seno de una familia muy acomodada. Su padre tenía un importante puesto en Pemex, la petrolera estatal. Su madre era estadounidense de ascendencia italiana. Además de su nativo español, hablaba fluidamente francés e inglés. A diferencia de la onomástica española, era popularmente conocido solo por su apellido materno, siendo raras veces utilizado el paterno.
En la década de 1980 se alistó como agente federal y rápidamente consiguió el rango de comandante. Calderoni expresaba su disgusto con los estadounidenses y con los agentes Drug Enforcement Administration, y una vez admitió servir para el tráfico de estupefacientes a través de El Paso, Texas.
Fue asesinado el 5 de febrero de 2003 en McAllen, Texas.

## Cultura popular
En la serie de Netflix, Narcos: Mexico, Calderoni es interpretado por Julio Cedillo.